# Humleridderne
Humleridderne var et dansk hiphopband, der blev dannet i 1987 i Tårnby på Amager og bestod af Dan Holmfjord, Jimmi Sommer og Daniel Herfort-Bruun. Gruppen fik succes i midt-halvfemserne i kølvandet på den bølge af dansk rapmusik, som bl.a. MC Einar, Rockers By Choice og Østkyst Hustlers havde stået i spidsen for, og deres første album var da også delvist produceret af Chief 1 fra RBC.
I 1996 bidrog de med "Røvervisen" på Åh Abe-CD'en Hej Frede 1996. De blev hurtigt en af Danmarks mest succesrige rapgrupper og fik tilmed prisen som "Årets nye danske navn" ved Danish Music Awards i 1997 for deres første album, Jeg gi'r en omgang hvis du gi'r to, som bl.a. indeholdt hittet "Malerhjerne". Det solgte næsten 100.000 eksemplarer. Senere i 1997 udsendte gruppen sit andet album, En genial gaveidé, som indeholdt den samfundskritiske "Brobygningshysteri" om Øresundsbroen samt "Operation Blå Storm" – Humleriddernes modtræk til tidens Smølfe-udgivelser.
I 1999 udsendtes gruppens tredje album Typisk Tårnby, hvor gruppen eksperimenterede med et mere modent udtryk og færre samples. Albummet blev, trods to singleudspil der udnævntes til Ugens Uundgåelige på P3, en kommerciel nedgang i forhold til forgængerne. Selvom albummet solgte i omegnen af 10.000 eksemplarer stoppede Sony Music og gruppen samarbejdet i 2000.
I 2003 udsendte gruppen sit foreløbigt sidste album, Supersky, som ikke kunne følge op på tidligere tiders salgssucces og kun fik to ud af seks stjerner i musikmagasinet GAFFA. Året efter gik Humleridderne stille og roligt på standby. Dan og Jimmi fortsatte deres malergerning, som var blevet sat på standby i gruppens hektiske år, og Daniel Herfort-Bruun gik i lære som revisor og helligede sig familielivet.
Humleridderne spillede "Malerhjerne" på Bøgescenen på Skanderborg Festivalen i 2009 som en del af Smukkoncerten Vol. II. De har også optrådt med MC Einar og Østkyst Hustlers i 2010.
Siden november 2018 har gruppen genoptaget sin koncertvirksomhed og kan nu igen opleves live under sloganet Langt Mellem Snapsene Tour.

## Diskografi

### Album
- Jeg gi'r en omgang hvis du gi'r to (1995)
- En genial gaveidé (1997)
- Typisk Tårnby (1999)
- Supersky (2003)